# ملا علی کنی
علی کنی معروف به حاج ملا علی کنی یا ملا علی آملی (۱۱۸۴–۱۲۶۷) فقیه شیعه و مجتهد متنفذ ایران در زمان قاجار بود.

## تولد
او در سال ۱۱۸۴ (۱۲۲۰ قمری) در روستای کن در خانهٔ قربانعلی آملی متولد گردید، اصلیت او از آمل، مازندران بود که خانواده‌اش از آمل به تهران رفته بودند. از خانوادهٔ او فرزندانش حبیب و علی‌اکبر با نام خانوادگی آقایی همچنان در کن سکونت دارند.

## ادامه تحصیل
او علاقه داشت در حوزهٔ علوم عالی تحصیل نماید، ولی با مخالفت خانواده‌اش روبه‌رو گردید و در آغاز به صورت مخفیانه به درس مشغول شد و سپس با کسب رضایت آنان راهی مدرسه علمیه مروی تهران گردید و از آنجا به اصفهان رفت و در آن شهر از محفل درس سید اسدالله اصفهانی بهره برد. سپس به نجف و حوزهٔ علمیه این شهر رفت، که استادان وی در حوزهٔ نجف، صاحب جواهر، حسن بن جعفر کاشف‌الغطا، شیخ مشکور حولاوی نجفی بودند. شیخ علی کنی در حوزهٔ علمیه کربلا نیز در کلاس‌های درس اساتیدی چون شریف‌العلماء و سید ابراهیم موسوی قزوینی معروف به صاحب ضوابط شرکت کرد و دورهٔ عالی فقه و اصول را گذراند.

طباطبایی حائری از دوران سخت تحصیل وی چنین یاد می‌کند: 
«در ایام طلبگی که به نجف اشرف آمده بودم من و آقای شیخ عبدالحسین شیخ العراقین و حاج ملا علی کنی در یک حجره از مدارس حوزه علمیه در نهایت فقر و فاقه به سر می‌بردیم و فقیرتر از همه حاجی کنی بود که هرهفته یک شب به مسجد سهله می‌رفت و از گوشه و کنار مسجد ـ بدون این‌که کسی بفهمد ـ نان خشک جمع می‌کرد و به مدرسه می‌آورد و گذران هفته را از آن‌ها می‌کرد!»

شیخ مرتضی انصاری نیز از دوستان نزدیک کنی بود. پیرامون او چنین می‌گوید: 
«حدود بیست سال در کربلا با او دوست و معاصر بودم. اثاثیه‌ای جز یک عمامه نداشت که آن را شب‌های تابستان فرش خویش قرار می‌داد و هنگامی که از محل سکونت بیرون می‌رفت آن را عمامهٔ سر خویش می‌کرد.»
وی پس از تکمیل مراتب علمی و گرفتن اجازهٔ اجتهاد در سال ۱۲۶۱ به ایران رفت و در تهران ساکن شد. ساخت آب‌انبار و کاروانسرا به منظور رفاه و آسایش قافله‌ها، چون کاروانسرای خاتون‌آباد نیز از خدمات عمومی و عام‌المنفعهٔ وی بود.

## اعتبار
مُهر ملا علی کنی سند اعتبار اسناد به‌شمار می‌رفت. معامله‌کنندگان برای معتبر ساختن کاغذ و سند معاملهٔ خویش به در خانهٔ او رفته، سند خود را با مُهرش اعتبار می‌بخشیدند. همچنین در سال ۱۲۸۲ تولیت مدرسه مروی را عهده‌دار شد.

## رابطه با حکومت

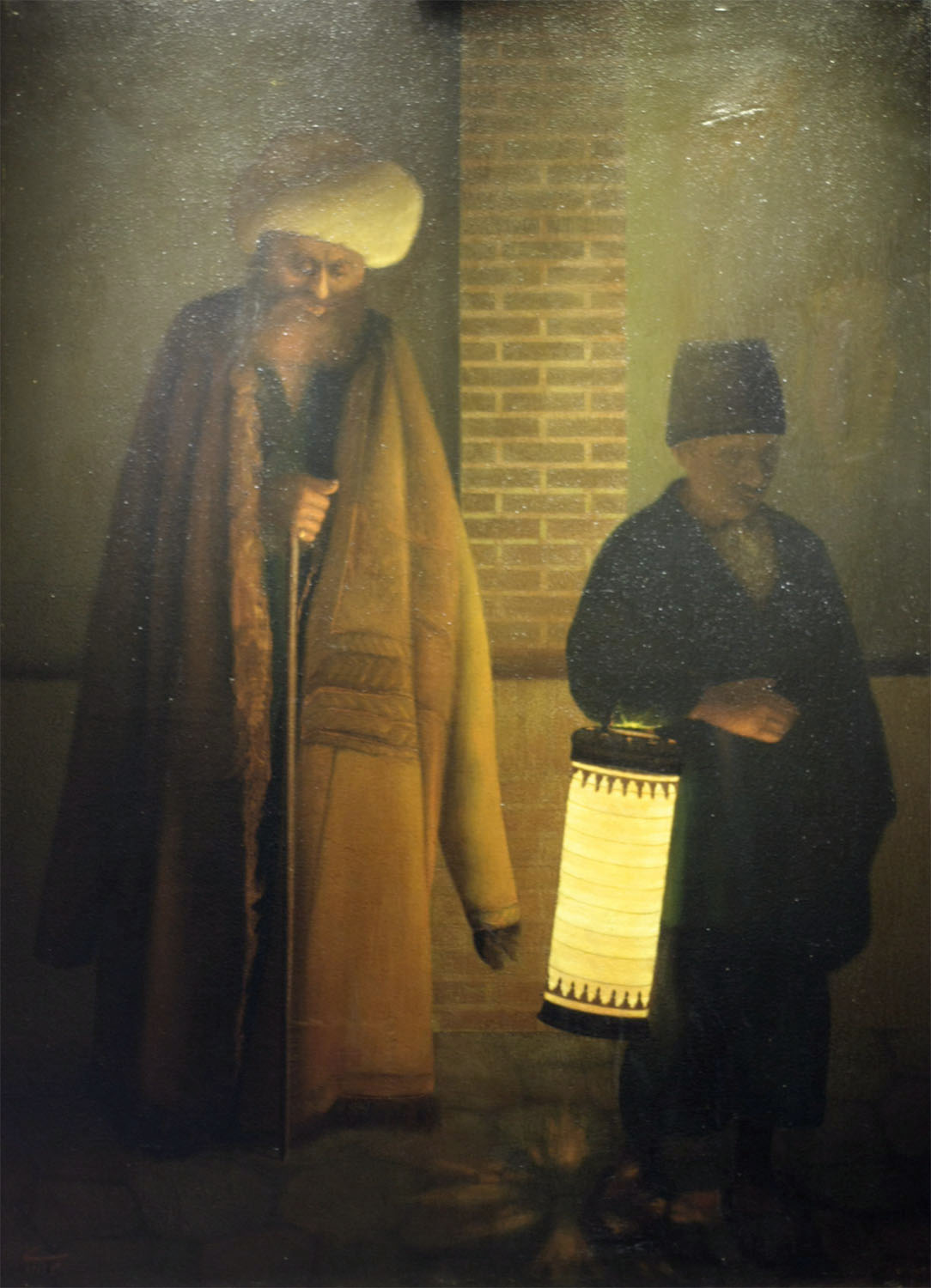
نقاشی ملاعلی کنی در کاخ گلستان

میرزا محمدمهدی لکهنوی در این باب می‌نویسد:
«اینک حکم محکم ایشان مشابهت دارد. از سلطان و شاهزادگان و امرا کسی را جرأت آن نیست که بی‌اذن ایشان اقدام بر تکلم نماید یا بی‌مشورت ایشان اجرای مطلبی بنماید. امرای عصر حتی ناصرالدین‌شاه قاجار از وی خائف می‌بودند و شاه مذکور مکرر به خانه‌اش به جهت ملاقات می‌آمد.»

نوشته‌اند: 
«روزی ناصرالدین‌شاه به منظور شکار، به همراه اطرافیانش از دروازهٔ شهر خارج شد. هنوز مسافتی را طی نکرده بود که از دور نگاهی به پایتخت کرد و در فکر فرورفت. پس از آن بی‌درنگ از شکار منصرف شد و به تهران بازگشت. یکی از درباریان سبب انصراف شاه را از شکار جویا شد. شاه در پاسخ گفت: چون از دروازه بیرون رفتم، نگاهم به شهر و دروازه افتاد، این فکر در نظرم آمد که اگر حاجی ملا علی کنی امر نماید درِ این دروازه را بر روی من ببندند و باز نکنند، من چه خواهم کرد! از این رو ترس و وحشت مرا فرا گرفت و گفتم برگشتن بهتر است.»

کنی دربارهٔ ناصرالدین‌شاه گفته: 
«او ناصرالدین‌شاه (یاری‌کنندهٔ دین) نیست، بلکه ناصرالکفر (یاری‌کنندهٔ کفر) است.»
روزی شاه از ملاعلی می‌پرسد بر اساس حدیث «علماء امتی افضل من انبیاء بنی اسرائیل» (علمای امت من از پیامبران بنی‌اسرائیل برترند) شما باید لااقل همان کارهایی را بکنید که آن پیامبران می‌کردند؛ مثلاً آیا شما می‌توانید مانند حضرت موسی عصایی را اژدها کنید؟! کنی بدون تأمل و درنگ در پاسخ می‌گوید: آری، اگر شما ادعای خدایی کنید ما هم عصا را اژدها خواهیم کرد.

روزی نایب‌السلطنه، کامران میرزا پسر ناصرالدین‌شاه و وزیر جنگ و حاکم تهران برای انجام کاری در منزل حاج ملا علی کنی حضور یافت. در ضمنِ صحبت، کنی با عذرخواهی گفت: «خیلی ببخشید، من پایم درد می‌کند و ناچارم آن را دراز کنم!» کامران میرزا که مردی خودخواه و خودپسند بود احساس کرد ملاعلی کنی قصد بی‌احترامی به او را دارد و برای این‌که تلافی کرده باشد، گفت: اتفاقاً بنده هم پایم درد می‌کند و اجازه می‌خواهم آن را دراز کنم.. آیت‌الله کنی با فراست متوجه منظور نایب‌السلطنه شد و برای آن‌که او را خوب ادب کرده باشد می‌گوید:
«من اگر ناچارم پایم را دراز کنم، علتش این است که دستم را کوتاه کرده‌ام، ولی فکر نمی‌کنم شما در وضعی باشید که لازم باشد پایتان را دراز کنید.»
وی همچنین به سبب موقعیت خاص خود در تهران و نفوذ بالایش و دریافت وجوهات از لحاظ دارایی و ثروت، یکی از متمول‌ترین شخصیت‌های پایتخت بود، زیاد بر تجمل‌گرایی اصرار نداشته و بنا بر اسناد آن دوره در زمان قحطی بزرگ ایران در دورهٔ او انبارهای گندم فراوان داشته و با تنی چند از تجار تهران با علم به قحطی و شرایط سخت مردم حتی از فروش گندم خودداری می‌کرده‌اند.

## از دید اولین سفیر آمریکا در ایران
ساموئل گرین بنجامین نخستین سفیر آمریکا در ایران ـ در خاطرات خود چنین می‌نویسد: 
«بزرگ‌ترین مجتهدهای حالیه که به منزلهٔ رئیس عدالت‌خانهٔ حالیهٔ ممالک فرنگ است حاجی ملا علی کنی است. حاجی ملا علی شخص مسنّی است و ظاهراً مایل به تجمل نیست بلکه میل به سادگی زیاد دارد. اگر چه املاک او زیاد است مع‌هذا نمی‌خواهد جلال و ظاهرسازی به خرج دهد. وقتی در کوچه‌ای راه می‌رود بر قاطر سفیدی سوار می‌شود و فقط یک نفر نوکر دارد، اما جمعیت از هر طرف کوچه به جلوِ او ازدحام می‌کنند مثل این‌که وجودی ملکوتی است. اگر یک کلمه بگوید می‌تواند اعلی‌حضرت را از سلطنت خلع کند. سربازهایی که در سفارت ممالک متحدهٔ آمریکا قراول می‌کشیدند به من گفتند که اگرچه ما برای حفظ وجود شما اینجا فرستاده شده‌ایم، اما اگر حاجی ملا علی امر کند همهٔ شما را می‌کشیم.»
در جریان مخالفت با قرارداد رویتر که مورد اعتراض و مخالفت شدید علما و روحانیون قرار گرفت، حاج ملاعلی کنی در رأس علمای مخالف قرار داشت. حاج ملاعلی کنی نامهٔ بسیار مفصل و مؤثری خطاب به ناصرالدین‌شاه قاجار و در ذم قرارداد نوشت. (تیموری، ۱۳۶۳، ۹۶) مکاتبهٔ ملاعلی کنی با ناصرالدین‌شاه از اهمیت فراوانی برخوردار است.

## مبارزه با امتیاز رویتر
در ۱۸ جمادی‌الثانی ۱۲۸۹ ق. قراردادی میان ناصرالدین‌شاه قاجار و نماینده پاول یولیوس رویتر سرمایه‌دار انگلیسی به امضا رسید که در صورت اجرا، تسلط کامل اقتصادی و به دنبال آن تسلط سیاسی انگلستان بر سرتاسر ایران برقرار می‌شد. این امتیاز که کشور را در اندک زمانی تحت استعمار بریتانیا قرار می‌داد، از نمونه‌های فوق‌العاده‌ای بود که می‌توان آن را کودتای اقتصادی نامید.
کارگردان اصلی و بانیان پشت پرده در اعطای امتیاز، دو نفر بودند که به دلیل مطامع شخصی خویش، کشور را به سراشیبی هلاکت و سقوط کشاندند. این دو نفر میرزا حسین‌خان سپهسالار و میرزا ملکم‌خان ناظم‌الدوله بودند که با نفوذ خود، زمینهٔ اعطای تمام ثروت و منابع طبیعی و اقتصادی کشور را به یک سرمایه‌دار خارجی فراهم کردند.
به موجب این قرارداد امضا شده، تأسیس راه‌آهن از دریای خزر تا خلیج فارس علاوه بر حق تصرّف کلیه زمین‌های واقع در مسیر، دایر کردن راه‌آهن شهری، بهره‌برداری از همهٔ معادن، از جمله زغال‌سنگ، نفت، آهن و سُرب، بهره‌برداری از جنگل‌های ملی در سراسر مملکت و وصول انحصاری حقوق گمرکی و به‌طور خلاصه کلیه منابع ثروت ملی ایران به رویتر واگذار شد.
لرد کرزن این امتیاز را چنین توصیف می‌کند «موقعی که متن این قرارداد منتشر گردید، نفس اروپا از حیرت بند آمد، زیرا تا آخر تاریخ در صحنهٔ معاملات بین‌المللی چنین امری سابقه نداشت که پادشاهی تمام ثروت‌های زمینی، زیرزمینی و کلیهٔ منابع طبیعی و پولی و اقتصادی کشورش را بدین سان مفت و دربست در اختیار یک سرمایه‌دار خارجی گذاشته باشد.»
لس یر سیاستمدار فرانسوی می‌نویسد: «برای شاه جز هوا چیزی باقی نگذاشته‌اند!»
از سویی دیگر، سران روسیهٔ تزاری با خشم و نفرت از امضای این قرارداد، از این‌که از قافلهٔ امتیازگیران عقب مانده بودند به‌شدت اعتراض کردند.
ملا علی کنی با رهبری مبارزه علیه امتیاز رویتر، افکار عمومی مردم را در جهت لغو امتیاز هدایت کرد. نامهٔ اعتراض‌آمیز او به شاه، سند زندهٔ تیزبینی و آگاهی آن مرجع شیعه بوده و قدرت تشخیص و توانایی درک مسائل پیچیدهٔ سیاسی او را بر همگان روشن می‌سازد.
نفوذ کلام و اقتدار کنی، خیزش و حرکت مردم پایتخت را به دنبال داشت. سیل خروشان ملت، آماده عمل به دستور مرجع خویش شدند و برای انجام تکلیف از هیچ‌گونه جان‌فشانی و مجاهدت دریغ نورزیدند. لغو امتیاز و برکناری محمد حسین خان سپهسالار از صدراعظمی دو خواسته‌ای بود که علما و مردم بر آن اصرار داشتند، بدان حد که پس از بازگشت ناصرالدین‌شاه از سفر اروپا و به محض پیاده شدن از کشتی و ورود به بندر انزلی، استقبال‌کنندگان درباری، بیداری و خیزش مردم به رهبری روحانیون را گزارش داده، به او فهماندند که اگر صدراعظم همراه شما وارد تهران شود، شورش عظیمی در پایتخت برپا خواهد شد. به این سبب شاه در مرحلهٔ نخست، سپهسالار را از مقام صدراعظمی عزل کرد و او را به رشت فرستاد و خود رهسپار تهران گردید و سپس در دههٔ آخر رمضان ۱۲۹۰ ق. بطلان قرارداد به‌طور رسمی اعلان شد و سرانجام تلاش عالمانی چون ملا علی کنی و حمایت و حضور مردم وظیفه‌شناس جامهٔ عمل پوشید و ورقی زرین بر تاریخ مرجعیت شیعه و پیوند امت با روحانیت افزوده شد و اقتدار علمای متعهد را عیان ساخت.

## مرگ

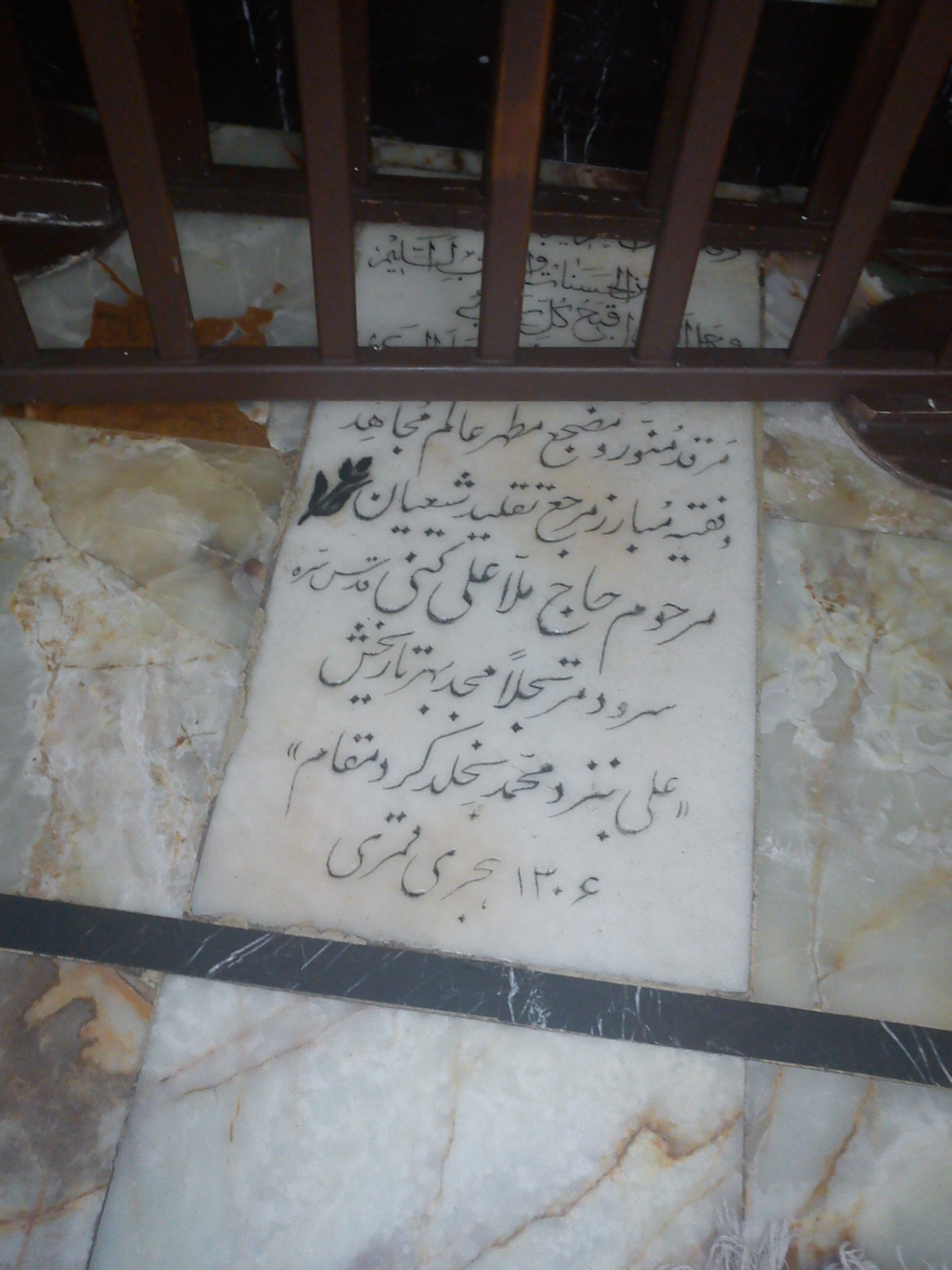
مزار ملاعلی کنی

ملا علی سرانجام، در بامداد ۲۷ محرم ۱۳۰۶ (۱۲ مهر ۱۲۶۷) در سن ۸۶ سالگی درگذشت. مدفن او در شهرری درون حرم شاه عبدالعظیم واقع است.

## میراث
کتابخانهٔ ملا علی کنی از کتابخانه‌های معروف دوران ناصری است که پس از او در اختیار خانواده‌اش به‌جا مانده‌است.

## خیریه و امور عمرانی
ملا علی کنی بسیاری از یتیمان درمانده و بی‌سرپناه را تحت تکفل قرار داده، برای گذران زندگی آنان، مقرری مناسبی در نظر گرفته بود تا فقدان پدر، قامت آنان را در مقابل فشارها و سختی‌های روزگار خم نسازد.
ملاعلی کنی همچنین برای حل مشکل درمان بیمارانی که بنیهٔ مالی ضعیفی داشتند، مکان‌هایی را برای پرداخت پول داروها در نظر گرفته بود تا آنان با دریافت مبلغ آن، به درمان خود اقدام کنند و با بهبود کامل از بیماری رهایی یابند. ساخت آب‌انبار و کاروانسرا برای رفاه و آسایش قافله‌ها مانند کاروانسرایی در خاتون‌آباد از جمله خدمات عمومی و عام‌المنفعه حاجی ملا علی کنی بود. مهر ملاعلی کنی سند اعتبار اسناد به شمار می‌رفت. معامله‌کنندگان برای معتبر ساختن کاغذ و سند معامله خویش به در خانه او رفته، سند خود را با مهر وی اعتبار می‌بخشیدند. وی چند قطعه زمین را هم در قرچک به ایتام بخشید. چندین باب مغازه و تیمچه در بازار تهران، بیمارستان مهراد تهران، ساختمان فرمانداری شهرستان تهران، مرکز واکسیناسیون بیمارستان محب یاس و بیمارستان جم تهران، چند قطعه باغ در منطقه کن، قنات‌های زمان‌آباد و حاجی‌آباد در ری از موقوفات مهم حاج ملا علی کنی به شمار می‌رود.

## تألیفات
1. فقه:

- ارشاد الامه
- تلخیص المسائل
- تحقیق الدلائل فی شرح تلخیص المسائل
- حاشیه بر قواعد
- حاشیه بر جواهر الکلام

1. اصول

- رساله در اوامر و نواهی
- رساله در مفاهیم
- رساله در استصحاب

1. رجال

- توضیح المقال فی علم الدرایة و الرجال

1. علوم

- ایضاح المشتبهات

1. موعظه و ارشاد

- مواعظ الحسنة